# Olchovatka (Ukrajina)
Olchovatka (ukrajinsky i rusky Ольховатка) je sídlo městského typu v Doněcké oblasti na Ukrajině. V roce 2014 v ní žilo přes tři tisíce obyvatel.

## Poloha
Olchovatka leží osmnáct kilometrů východně od města Jenakijeve, pod které ze správního hlediska náleží, a zhruba sedmdesát kilometrů severovýchodně od Doněcku, správního střediska celé oblasti. Nejbližší železniční stanice je v Debalceve zhruba deset kilometrů na sever.

## Dějiny
Olchovatka je od 15. listopadu 1938 sídlem městského typu. Od roku 2014 je Olchovatka součástí debalcevského výběžku kontrolovaného Ukrajinou, ale je zčásti obklopena územím kontrolovaným separatistickým Novoruskem.